# San Juan Ixtacala Plano Norte
San Juan Ixtacala Plano Norte es una colonia ubicada en el Municipio mexiquense de Atizapán de Zaragoza, en México perteneciente a la Zona Metropolitana de la Ciudad de México. Su nombre es dado (según cuentan los primeros pobladores y actuales habitantes de la localidad) por los ejidatarios residentes de la colonia homónima ubicada en Tlalnepantla de Baz. El Código Postal de esta localidad es el 52928, la cual colinda con Cárdenas del Río, Lomas de Tepalcapa, Prados de Ixtacala 2a Sección, Lomas de San Miguel Plano Norte y Sur.

## Transporte

### Transporte terrestre
El transporte interno de la localidad; del municipio así como la misma que se dirige hacia la Zona Metropolitana de la Ciudad de México y viceversa es prestada por distintas líneas de autobuses concesionados por la Secretaría de Transporte del Estado de México, y otro número menor de rutas de transporte Concesionado de la CDMX , así como por taxis igualmente concesionados.
Autobuses México Tlalnepantla y Puntos Intermedios S.A. De C.V.(Cuenta con módulo para resguardo y mantenimiento de sus unidades).
Conectando la localidad con:
- Metro El Rosario
- Metro Indios Verdes
- Metro Politécnico

Ruta 25 S.A. De C.V.
Conectando la localidad con:
- Ferrocarril Suburbano Del Valle de México San Rafael
- Ferrocarril Suburbano Del Valle de México Tlalnepantla
- Tlalnepantla Centro

Ruta 27 Miguel Hidalgo S.A. De C.V.
Conectando la localidad con:
- Metro El Rosario
- Metro Cuatro Caminos
- Metro Chapultepec